# Da sola
Da sola è un singolo della cantante italiana Deborah Iurato, pubblicato il 5 giugno 2015. Il singolo ha anticipato l'album Sono ancora io del 2016.

## La canzone
Il brano è stato prima presentato ai Wind Music Awards 2015 e poi al Summer Festival dello stesso anno. In quest'ultimo evento il brano si è classificato secondo nella gara della seconda puntata.

## Video musicale
Il videoclip del brano è stato reso disponibile sul canale VEVO di Deborah il 16 giugno 2015.

## Tracce
1. Da sola (Giovanni Caccamo)

## Classifiche
| Classifica (2014)         | Posizione massima |
| ------------------------- | ----------------- |
| Italia (airplay italiane) | 31                |